# 海山客運
海山汽車客運股份有限公司，簡稱海山客運，曾是大台北地區公路客運經營者之一，原總部位於臺北縣三峽鎮。
海山客運的前身為三峽汽車運輸合作社，也是今日中興巴士集團旗下之淡水客運前身。1974年3月，三峽汽車運輸合作社由於經營困難，讓售於台北客運，並更名為三峽汽車客運股份有限公司（簡稱三峽客運）。1977年，基隆顏家買入台北客運與三峽客運，因三峽客運所經營之路線大部分以1950年縣轄區建制廢除前的臺北縣海山區為主，故把三峽客運更名為海山客運。
海山客運被基隆顏家購入後，將位於三峽鎮的辦公地點併入當時位於板橋市文化路的台北客運總公司（現在已經搬遷至三重區）。1980年代末期，海山客運的路線已經大部份委交台北客運代駛，難以見到海山客運車輛。1991年，海山客運正式併入台北客運，相關路線的營運權亦轉移之。

## 相關路線
| 路線營運區間               | 整併前經營業者                          | 現況                                                                                   |
| -------------------------- | --------------------------------------- | -------------------------------------------------------------------------------------- |
| 三峽－橫溪－安新           | 海山客運                                | 今台北聯營公車779線                                                                    |
| 三峽－吊橋－白雞           | 海山客運                                | 今台北聯營公車778線                                                                    |
| 三峽－湊合－插角           | 台北客運、海山客運                      | 今台北聯營公車807線                                                                    |
| 三峽－鶯歌－樹林           | 海山客運                                | （不詳）                                                                               |
| 三峽－大同橋－添福里       | 海山客運                                | 今台北客運「三峽－添福里」線，停駛日期待查，變更為通勤專車                             |
| 三峽－橫溪－茶場           | 海山客運                                | 今台北客運「三峽－茶場」線，停駛日期待查，變更為通勤專車                               |
| 三峽－樂樂谷               | 海山客運                                | 今台北聯營公車807線                                                                    |
| 三峽－樹林－板橋           | 海山客運                                | （不詳）                                                                               |
| 三峽－橫溪－安坑           | 海山客運                                | 今台北客運「三峽－鹿母潭」線，停駛日期待查，變更為通勤專車                             |
| 三峽－八張－弘道里         | 海山客運                                | （不詳）                                                                               |
| 三峽－鶯歌－樹林－台北     | 台北客運、海山客運、 首都客運、三重客運 | 今台北聯營公車702線                                                                    |
| 三峽－樹林柑園－土城－台北 | 台北客運、海山客運、 首都客運、三重客運 | 今台北聯營公車703線（后与副线一起缩线至捷运府中站并改号889，目前縮短至捷運亞東醫院站） |
| 三峽－文化路－中山路－台北 | 海山客運                                | 今台北客運「三峽－土城－台北」線                                                       |
| 三峽－樹林－板橋           | 海山客運                                | （不詳）                                                                               |